# Indigofera lasiantha
Indigofera lasiantha är en ärtväxtart som beskrevs av Nicaise Auguste Desvaux. Indigofera lasiantha ingår i släktet indigosläktet, och familjen ärtväxter. Inga underarter finns listade i Catalogue of Life.